# Eufrosina Przemysłówna
Eufrosina Przemysłówna (* um 1247; † 1298) war eine polnische Prinzessin und Äbtissin der Zisterzienserinnen in Kloster Trebnitz. Sie entstammte dem Adelsgeschlecht der großpolnischen Piasten.

## Leben
Eufrosina war eine Tochter von Herzog Przemysł I. von Großpolen († 1257) und Elisabeth von Breslau, der Tochter des polnisch-schlesischen Herzogs Heinrich II. Sie hatte zwei jüngere Schwestern, die Zwillinge Anna Przemysłówna und Eufemia Przemysłówna, die beide ebenfalls Nonnen wurden. Ihr Bruder war der polnische König Przemysł II. Nach dem Tod ihrer Eltern kam sie in die Obhut ihres Onkels Bolesław des Frommen. Anna genoss eine streng religiöse Erziehung, ihre Mutter war zeitweise im Kloster Trebnitz, das von ihrer Großmutter, der Heiligen Hedwig von Andechs, gestiftet worden war. Ihre Tante war die Selige Jolenta Helena, die Frau von Bolesław dem Frommen. Anna trat in das Kloster Trebnitz ein, wo sie ab 1278 Äbtissin war. Während der Zeit, als sie dem Kloster vorstand, wurde in dessen Kanzlei die Heiligengeschichte ihrer Großmutter Hedwig von Andechs niedergeschrieben.

## Ehe und Familie
Sie heiratete nicht und hatte keine Nachfahren.